# État de force (film, 1990)
Pour les articles homonymes, voir État de force (homonymie).
Pour plus de détails, voir Fiche technique et Distribution.
État de force (titre original : A Show of Force) est un film américain réalisé par Bruno Barreto, sorti en 1990.

## Synopsis
À Puerto Rico, dans les années 1970, un journaliste américain enquête sur la mort de nationalistes assassinés par la police.

## Fiche technique
- Titre original : A Show of Force
- Titre français : État de force
- Réalisation : Bruno Barreto
- Scénario : Evan Jones et John Strong d'après le livre d'Anne Nelson
- Photographie : James Glennon
- Montage : Henry Richardson
- Musique : Georges Delerue
- Pays d'origine :  États-Unis
- Genre : Thriller
- Date de sortie : 1990

## Distribution
- Amy Irving : Kate Melendez
- Andy Garcia : Luis Angel Mora
- Lou Diamond Phillips : Jesus Fuentes
- Robert Duvall : Howard
- Kevin Spacey : Frank Curtin
- Erik Estrada : Machado
- Juan Fernández (en) : Capitaine Correa
- Lupe Ontiveros : Pepita
- Priscilla Pointer : Alice Ryan
- Hattie Winston : Foster
- Joseph Campanella : Walker Ryan